# Robin Tabeling
Robin Tabeling (Amstelveen, 24 de abril de 1994) es un deportista neerlandés que compite en bádminton, en las modalidades de dobles y dobles mixto.
En los Juegos Europeos obtuvo dos medallas, bronce en Minsk 2019 y oro en Cracovia 2023. Ganó tres medallas de bronce en el Campeonato Europeo de Bádminton entre los años 2018 y 2024.

## Palmarés internacional
| Juegos Europeos    | Juegos Europeos        | Juegos Europeos   | Juegos Europeos |
| Año                | Lugar                  | Medalla           | Prueba          |
| ------------------ | ---------------------- | ----------------- | --------------- |
| 2019               | Minsk (Bielorrusia)    | Medalla de bronce | Dobles          |
| 2023               | Tarnów (Polonia)       | Medalla de oro    | Dobles mixto    |
| Campeonato Europeo |                        |                   |                 |
| Año                | Lugar                  | Medalla           | Prueba          |
| 2018               | Huelva (España)        | Medalla de bronce | Dobles          |
| 2022               | Madrid (España)        | Medalla de bronce | Dobles mixto    |
| 2024               | Saarbrücken (Alemania) | Medalla de bronce | Dobles mixto    |